# Moenjodaro
Moenjodaro (AFI: [muˑənⁱ dʑoˑ d̪əɽoˑ], em urdu: موئن جودڑو; em sindi: موئن جو دڙو; romaniz.: Mohenjo Daro; lit. "Monte dos Mortos"), é um sítio arqueológico situado na província do Sinde, no Paquistão. Construído por volta do século XXVI a.C., foi um dos maiores centros populacionais da antiga Civilização do Vale do Indo, e um dos primeiros grandes povoados urbanos do mundo, contemporâneo às civilizações do Antigo Egito, Mesopotâmia e Creta. Mohenjo-daro foi abandonada no século XIX a.C., e só foi redescoberta em 1922. Escavações importantes têm sido conduzidas no sítio da cidade, que foi declarada Patrimônio Mundial pela UNESCO em 1980. Atualmente, no entanto, o sítio tem sofrido com ameaças de erosão e restaurações indevidas.

## Nome
Moenjodaro, o nome atual do local, significa apenas "Monte dos Mortos" no idioma sindi. Não se conhece o nome original da cidade, porém a análise de um selo encontrado em Moenjodaro sugere um possível antigo nome dravidiano, Kukkutarma ("a cidade [-rma] do galo [kukkuta]"). A briga de galos pode ter tido algum significado ritual e religioso na cidade, e galinhas domesticadas no local poderiam ser usadas para propósitos religiosos, e não como fonte de alimento.

## História

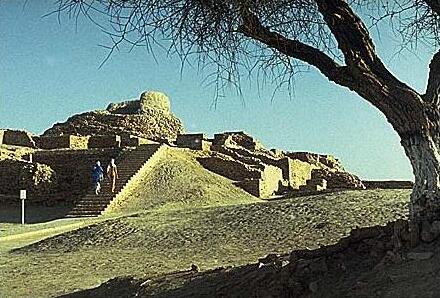
Outra vista de Moenjodaro

Moenjodaro situa-se aproximadamente a 400 milhas de Harapa. Foi construída por volta de 2 600, e foi abandonada por volta de 1 700 a.C., provavelmente devido a uma mudança do curso do rio que suportava esta civilização. Moenjodaro foi redescoberto na década de 20 do século XX pelo arqueólogo Sir John Marshall. O seu automóvel ainda se encontra no museu de Moenjodaro, evidenciando a sua presença, luta e dedicação a Moenjodaro. A linguagem da Civilização de Harapa ainda não foi decifrada e o verdadeiro nome da cidade, assim como o de outras cidades escavadas em Sinde, Punjabe e Guzerate, é desconhecido. Moenjodaro significa em sindi "Monte dos Mortos."